# ويليام إي. هال
ويليام إي. هال (بالإنجليزية: William E. Hall)‏ هو ضابط أمريكي، ولد في 31 أكتوبر 1913 في Spring Canyon, Utah ‏ في الولايات المتحدة، وتوفي في 15 نوفمبر 1996.